# 에릭 더글러스

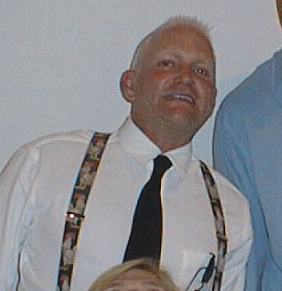
에릭 더글러스

에릭 앤서니 더글러스(영어: Eric Anthony Douglas, 1958년 6월 21일 ~ 2004년 7월 6일)는 미국의 배우 겸 스탠드업 코미디언이다.

## 생애
1958년 6월 21일에 캘리포니아주 로스앤젤레스에서 배우인 커크 더글라스와 독일계 미국인 자선가인 앤 바이든스 부부의 막내 아들로 태어났으며 그의 이복동생은 배우 겸 프로듀서인 마이클 더글러스이다. 피처 칼리지, 영국 런던에 위치한 왕립 연극 학교를 졸업한 더글라스는 1971년부터 1993년까지 영화, 연극, 스탠드업 코미디에 출연하여 경력을 쌓았지만 그의 아버지, 형제들과 같은 수준의 성공을 거두지는 못했다.
그의 경력은 코카인 소지 혐의, 약물 과량 섭취로 인해 그늘에 가려져 있었고 2004년 7월 6일에 뉴욕 맨해튼에 위치한 자신의 아파트에서 약물 과다 복용으로 생을 마감하게 된다.